# Tatort: Das Ende der Nacht
Das Ende der Nacht ist ein Fernsehfilm aus der Krimireihe Tatort. Der vom Saarländischen Rundfunk produzierte Beitrag ist die 1291. Tatort-Episode und wurde am 26. Januar 2025 im SRF, im ORF und im Ersten ausgestrahlt. Das Saarbrücker Ermittlerduo Schürk und Hölzer ermittelt zusammen mit den Ermittlerinnen Heinrich/Baumann seinen sechsten Fall.

## Handlung
Im Anschluss an einen brutalen Überfall auf einen Geldtransporter in Saarbrücken wird der Beifahrer Ralf Hochstädter, der aus dem Wagen ausgestiegen ist, durch eine Explosion getötet. Der Fahrer Aytac Celik ist im Fahrzeug geblieben und wird nur leicht verletzt.
Eine am Tatort auf den Boden geschriebene Zahl deutet auf die europaweit aktive Bande von Josef und Béatrice Radek hin. Die hatten ihre damals elfjährige Tochter Carla vor zehn Jahren bei Nachbarn zurückgelassen und sich danach nicht mehr gemeldet. Als Adam Schürk und Pia Heinrich Carla Radek nach ihrer Beteiligung an der Tat befragen wollen, treffen sie bei ihr auf Carlas Mutter Béatrice Radek, der es mit Carlas Hilfe gelingt, die beiden Polizisten zu entwaffnen, Heinrich zu entführen und zu Carlas einsamer Waldhütte zu bringen. Dort gesteht Carla ihrer Mutter, dass sie Überfälle in der Art ihrer Eltern durchgeführt hätten, damit diese darauf aufmerksam würden und wieder zu ihr zurückkehrten.
Unterdessen werden am Tatort Spuren von Moritz Leimer gefunden, der Schürk vor einigen Jahren erpresst hatte. Hölzer und Schürk hatten ihn damals ohne Ermittlungen laufen lassen. Bevor das SEK ihn festnehmen kann, flieht Leimer aus seiner Wohnung und lässt dort seine kleinen Geschwister zurück. Er sucht Merlin Bravard, Carlas Freund aus Kindertagen, auf und bittet ihn um Geld. Beim Streit um Leimers Handy kommt Bravard ums Leben. Hölzer und Schürk nehmen Leimer fest, als er wieder nach Hause kommt, und finden bei ihm Bravards Handy. Leimer gibt zu, dass er den Überfall zusammen mit Carla und Bravard durchgeführt hatten.
Als Carla Kontakt zu Bravards Handy aufnimmt, gelingt es der Polizei, ihren Standort festzustellen. Sie kann jedoch nur Béatrice Radek festnehmen. Carla versucht, in einem Bunker Pia Heinrich gegen ihre Mutter auszutauschen, zündet dort eine Sprengstoffladung und kommt dabei um. Béatrice überlebt die Explosion, ebenso die Polizisten Schürk, Heinrich und Baumann. Ob Leo Hölzer sie überlebt hat, bleibt unklar.

## Hintergrund
Der Film wurde vom 5. Juni 2024 bis zum 3. Juli 2024 in Saarbrücken, Neunkirchen, Dudweiler, Spicheren und Petite-Rosselle gedreht. Die Premiere erfolgte am 21. Januar 2025 auf dem Filmfestival Max Ophüls Preis.

## Rezeption

### Kritiken
„Das gibt ein paar wacklige, verspielte Bilder, ein bisschen wie im Indie-Film und ein bisschen wie in Werbung für Jeans oder Geldanlagen für junge Leute. So vieles funktioniert in diesem Tatort überhaupt nicht, aber der innere Gefühlskommissar sagt: Sympathie für Saarbrücken.“

### Einschaltquoten
Die Erstausstrahlung von Das Ende der Nacht am 26. Januar 2025  wurde in Deutschland von 8,16 Millionen Zuschauern gesehen und erreichte einen Marktanteil von 29,1 % für Das Erste.